# Білоцерківський український робітничо-селянський театр імені Леся Курбаса
Білоцеркі́вський український робітни́чо-селя́нський теа́тр імені Леся Курбаса — театральна трупа, до діяла у місті Білій Церкві Київської округи (з 1932 року Київської області) Української РСР протягом 1924—1934 років.

## Історія
Театр заснований у 1924 році на базі 3-ї творчої майстерні «Березоля» як мандрівний зразковий театр для села. Упродовж 1925—1928 років називався Білоцерківська округова театральна майстерня, з 1928 року — Білоцерківський робітничо-селянський театр імені Леся Курбаса (з 1931 року — стаціонарний). 
У трупі працювали:
- режисери — П. Гайдученко, В. Губатенко;
- актори — М. Бродський, І. Губатенко, Н. Кольцова, Т. Заславська, В. Любимова, М. Слонова, М. Фурсенко, К. Федорчук, Г. Стефанчук, С. Талалаєвська.

В репертуарі:
- «Промінь Жовтня», «Перший штурм», «Встає весна» — композиції членів трупи (всі — 1926);
- «Наймичка» Івана Карпенка-Карого (1927), «Родина щіткарів» Мирослава Ірчана (1928), «Овеча криниця» Лопе де Веги (1929), «Диктатура» (1931), «Кадри» (1933) Івана Микитенка, «Вчитель Бубус» Олексія Файка (1933).

1934 року театр реорганізозано у Київський академічний обласний музично-драматичний театр імені П. К. Саксаганського